# Gare de Sète
La gare de Sète est une gare ferroviaire française, des lignes de Bordeaux-Saint-Jean à Sète-Ville, de Tarascon à Sète-Ville et de Sète-Ville à Montbazin - Gigean. Elle est située sur le territoire de la commune de Sète, dans le département de l'Hérault, en région Occitanie.
C'est une gare de la Société nationale des chemins de fer français (SNCF), desservie par le TGV (dont Ouigo), des trains de grandes lignes et des trains régionaux du réseau TER Occitanie.

## Situation ferroviaire
Établie à 4 mètres d'altitude, la gare de Sète est située à la jonction des lignes de Bordeaux-Saint-Jean à Sète-Ville et de Tarascon à Sète-Ville.

## Histoire

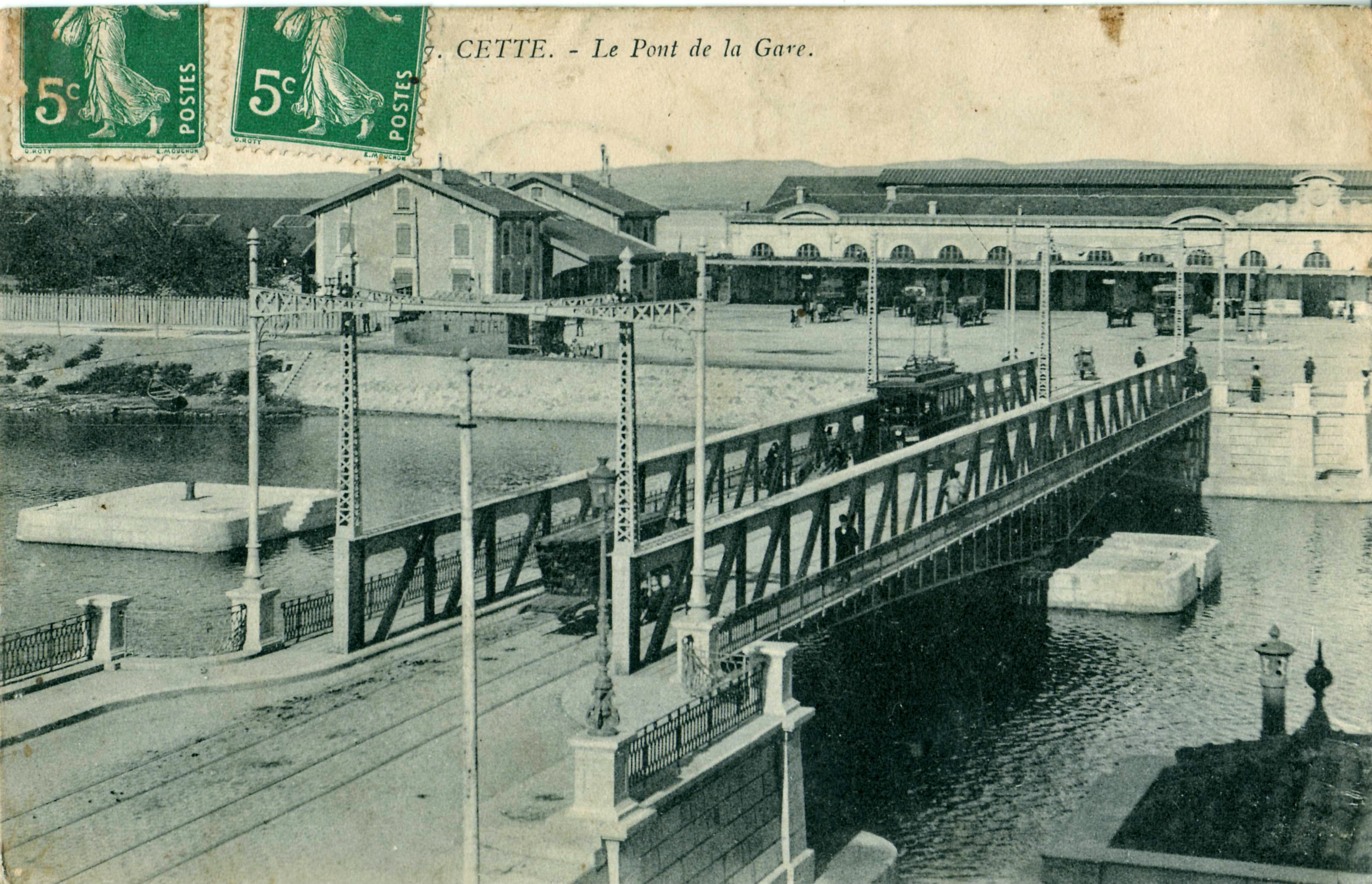
La gare, au début du XX.

La Société anonyme du chemin de fer de Montpellier à Cette met en service sa ligne le 9 juin 1839. À Sète sa gare se situe plus au Sud dans la ville, au Nord de l'actuel bassin Orsetti. Cette gare deviendra la Gare de Cette - PLM.
La ligne de Bordeaux à Sète est inaugurée le 22 avril 1857 par la Compagnie des chemins de fer du Midi et du Canal latéral à la Garonne et sa gare, installée plus au Nord et nommée Gare de Cette - Midi, deviendra la seule gare voyageur de la ville à partir de 1858, dès que la jonction des lignes des deux compagnies ferroviaires sera effective.
Cette gare et ses emprises sont toujours en service et correspondent à la gare actuelle, tandis que la gare du PLM sera rapidement affectée au service marchandises et transformée en faisceau ferroviaire pour la desserte du Port de commerce de Sète.

## Service des voyageurs

### Accueil
Gare SNCF, elle dispose d'un bâtiment voyageurs, avec guichet, ouvert tous les jours. Elle est équipée d'automates pour l'achat de titres de transport. C'est une gare « Accès Plus » disposant d'aménagements et de services pour les personnes à la mobilité réduite.

### Desserte

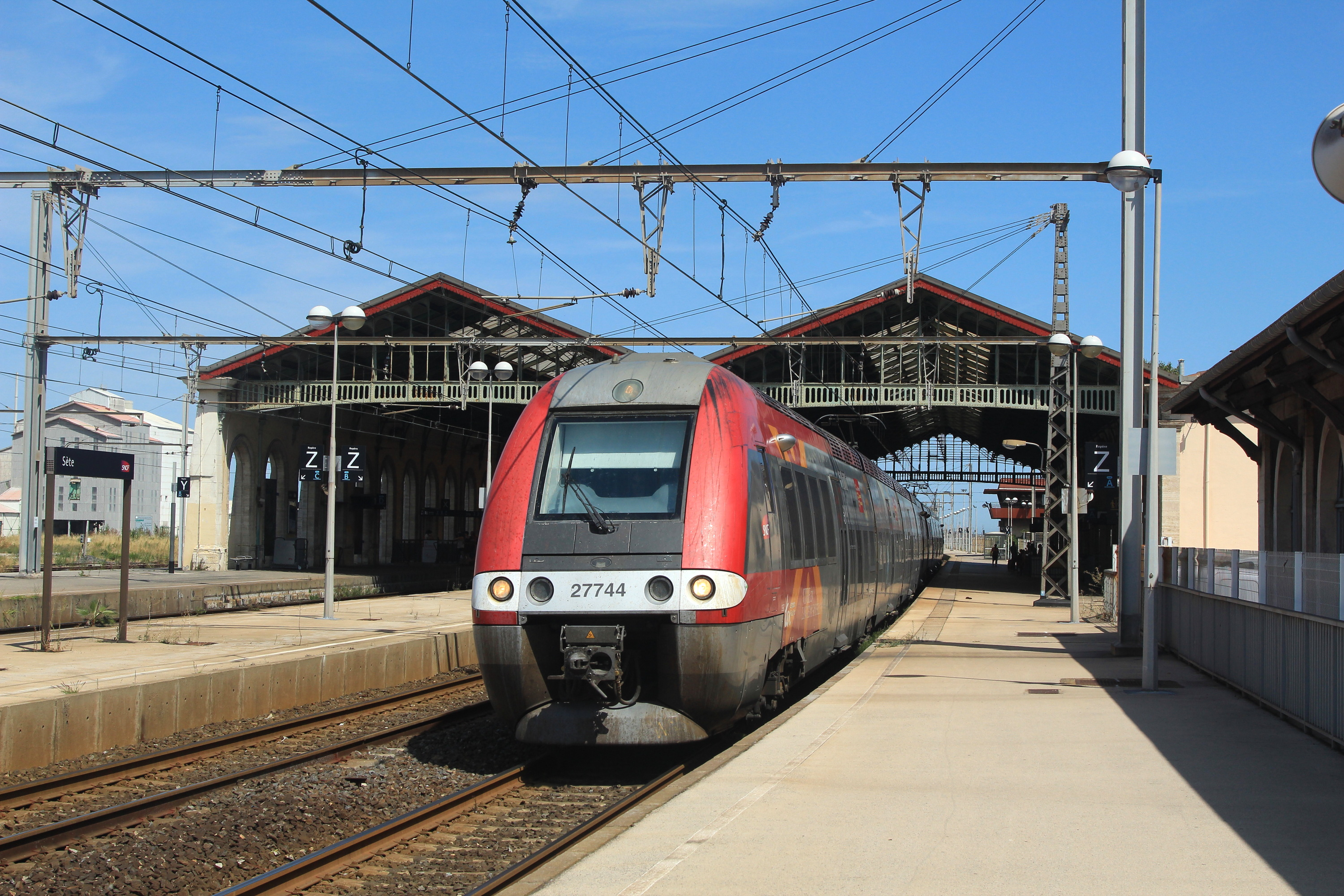
Une ZGC en gare, se dirige vers le sud.

Sète est desservie par de nombreux trains parcourant l'arc languedocien, dont : les TGV provenant de Paris (dont Ouigo) ou d'autres villes de province (Lyon et Bruxelles) à destination de Perpignan, voire Barcelone, ou Toulouse ; les trains Intercités reliant Bordeaux à Marseille ; les Intercités de nuit reliant Paris à Cerbère.
Sète est également desservie par des trains TER Occitanie, reliant Béziers, voire Narbonne, Perpignan ou Portbou, à Montpellier-Saint-Roch, voire au-delà Lunel, Nîmes, Avignon-Centre et Marseille-Saint-Charles.

### Intermodalité
Un parc pour les vélos et un parking pour les véhicules sont aménagés.

## Fréquentation
De 2015 à 2023, selon les estimations de la SNCF, la fréquentation annuelle de la gare s'élève aux nombres indiqués dans le tableau ci-dessous.
| Année                     | 2015      | 2016      | 2017      | 2018      | 2019      | 2020    | 2021      | 2022      | 2023      |
| ------------------------- | --------- | --------- | --------- | --------- | --------- | ------- | --------- | --------- | --------- |
| Voyageurs seuls           | 1 049 464 | 1 090 965 | 1 133 128 | 986 790   | 956 935   | 700 298 | 1 016 013 | 1 295 199 | 1 440 454 |
| Voyageurs + non voyageurs | 1 311 831 | 1 363 707 | 1 416 411 | 1 233 488 | 1 196 168 | 875 372 | 1 270 016 | 1 618 999 | 1 800 567 |

## Dans la culture populaire

### À la télévision
Des courtes scènes (diffusées en mai 2016) de la saison 4 de la série policière Candice Renoir ont été tournées dans la gare. On voit le commandant Renoir attendre sur le quai jouxtant le bâtiment voyageurs dans un épisode, puis y arriver par un TGV Duplex dans un autre.

### Dans la chanson
Dans son Supplique pour être enterré à la plage de Sète, Georges Brassens dit vouloir qu'après sa mort son corps soit ramené à Sète par un train ayant pour terminus la gare.